# الکساندر ترتیاکوف (کشتی‌گیر)
الکساندر ترتیاکوف (روسی: Александр Владимирович Третьяков؛ زادهٔ ۱ اکتبر ۱۹۷۲) کشتی‌گیر اهل روسیه است.